# Peter Neser
Peter Neser (* um 1497 in Neidlingen bei Fürstenberg; † nach 1552), Doktor beider Rechte (utriusque iuris doctor), war ein deutscher Rechtsprofessor an der Universität Tübingen und außerdem sowohl im Dienst der württembergischen Regierung in Stuttgart als auch der vorderösterreichischen Regierung in Ensisheim.

## Leben
Peter Neser stammte aus Neidlingen bei Fürstenberg. Vermutlich im Alter von üblicherweise 12 bis 14 Jahren begann er am 11. März 1510 sein Studium an der Universität Freiburg/Breisgau und führte dieses nach sieben Jahren an der Universität Tübingen weiter, wo er sich am 19. Juni 1517 als Magister zusammen mit seinem jüngeren Bruder Matthias in die Universitätsmatrikel eintragen ließ. Da er in der Matrikel der Tübinger Artistenfakultät nicht erscheint, hat er wohl bereits in Freiburg ein Rechtsstudium aufgenommen und dieses unmittelbar an der Tübinger Juristenfakultät fortgeführt.
Als Lizenziat erhielt er am 21. Juni 1526 in der Nachfolge des kurz zuvor als Rat zum Erzbischof in Würzburg gewechselten Konrad Braun die Professur für die Institutionen im weltlichen Recht auf ein Jahr mit einem Jahresgehalt von 30 Gulden und einer widerruflichen Zulage von 10 Gulden. Ausschlaggebend für seine Anstellung war eine Empfehlung des erzherzoglichen Rats Johann Fabri, eines engen Vertrauten des zu dieser Zeit in Württemberg regierenden Königs Ferdinand. Nesers Lehrauftrag stand dabei unter dem (jedoch nicht aktuell gewordenen) ausdrücklichen Vorbehalt der Rückkehr des Rechtsprofessors Johannes Kingsattler auf diesen ihm auf Lebenszeit übertragenen Lehrstuhl für die Institutionen, sollte Kingsattler seine vertretungsweise übertragene höherdotierte Lektur in der Juristenfakultät wieder aufgeben müssen. Bei den folgenden Vertragsverlängerungen wurde das Jahresgehalt auf schließlich 70 Gulden angehoben.
Neser war mit der Tochter Barbara des nachweislich seit 1510 an der Tübinger Juristenfakultät lehrenden Extraordinarius für Kirchenrecht Kaspar Forstmeister verheiratet. Nach dessen Tod im Mai 1529 wurde ihm der Lehrstuhl seines Schwiegervaters mit 80 Gulden Jahresgehalt und 10 Gulden widerruflicher Zulage übertragen. Er erhielt jährlich 10 freie Tage, musste aber die Bedingung akzeptieren, auf Anordnung der Universität auch weltliches Recht zu lesen. Daneben wählte ihn die Universität am 16. Oktober 1529 für zwei Jahre zu einem ihrer Verwaltungsdeputierten. Er war auch weiterhin in Verwaltungsangelegenheiten der Universität beschäftigt, wofür ihm 1534 zusätzlich eine Zuwendung von 10 Gulden gewährt wurde. Sein Anstellungsvertrag wurde am 14. August 1534 letztmals mit 90 Gulden Jahresgehalt und einer Zulage von 15 Gulden verlängert. Der 1534 nach Württemberg zurückgekehrte Herzog Ulrich führte auch an der Universität in Tübingen die Reformation ein und beschränkte in seiner Ordnung vom 30. Januar 1535 die Zahl der Kirchenrechtslehrstühle in Tübingen von drei auf nur noch einen. Er schrieb der Universität am 9. März 1535: „… unnd wöllen, das doctor Pettern Neser hiemit sein lection abgekundt unnd deren einer, so dann durch unnsere verordneten reformator anderswa her beruefft wirdt, angenommen wird.“ Mit ihm musste auch der Rechtsprofessor Jakob Kalt seinen Lehrstuhl räumen. Neser erhielt auf seine Bitte ein Empfehlungsschreiben und ein Abzugsgeld.
Noch im selben Jahr wurde er auf Empfehlung des Tübinger Theologieprofessors Gallus Müller, seines Vetters, und nach Bestätigung von König Ferdinand am 21. September 1535 Rat bei der österreichischen Regierung in Ensisheim. Für seine langjährigen Dienste als Rat wurden ihm 1547 Nutzungsrechte im damals habsburgischen Dorf Hüningen im Elsass übertragen, und er gelangte dadurch, wie auch seine Söhne, in den Ritterstand. 1549 wurde er an Visitationen der Universität Freiburg/Breisgau beteiligt und 1557 für eine weitere Visitation der Freiburger Universität vorgeschlagen, die aber nicht stattfand. Ende 1550 verhandelte er erneut in Wirtschaftsfragen mit der Freiburger Universität und war außerdem 1552 für die österreichische Landesherrschaft zur Eintreibung des Gemeinen Pfennigs eingesetzt. Peter Nesers letzter Lebensweg ist derzeit nicht bekannt. Sein Bruder Matthias, zeitweise ebenfalls Peter genannt und daher manchmal mit seinem Bruder verwechselt, war als Doktor beider Rechte Assessor beim Reichskammergericht, stand aber nicht im Dienst der vorderösterreichischen Regierung.